# Lennart Sundqvist
Karl Lennart Sundqvist, född 27 december 1935 i Växjö, död 23 januari 2017 i Ulricehamn, var en svensk skulptör.
Sundqvist studerade vid Konstfackskolan i Stockholm 1954–1956 och för Anders Jönsson vid Valands målarskola 1956–1958 där han medverkade i ett flertal elevutställningar och han var representerad i Valands konstskolas skulpturlåda 1957 och 1958. Han medverkade i utställningarna Ny västsvensk skulptur 1959 och Ung Göteborgskonst 1962 på Göteborgs konsthall. Han arbetade i skiftande material och utförde bland annat anekdotiska kompositioner i svetsat järn, polykroma reliefer, collage med tidningspapper samt abstrakta skulpturer i järn eller gips. Han har flera offentliga verk i bland annat Borås och Göteborg. De sista åren tillbringade han mycket tid på konstnärsverkstaden Ålgården i Borås.
Han var son till ekonomichefen Karl Sundqvist och Margit Norlin samt från 1960 gift med May Johansson; makarna fick fyra barn.